# Alter Leuchtturm Borkum
Der Alte Leuchtturm Borkum ist ein ehemaliger Leuchtturm und heutiges Tagessichtzeichen auf der ostfriesischen Nordseeinsel Borkum.

## Geschichte
Der Alte Leuchtturm Borkum wurde als Seezeichen 1576 durch die Stadt Emden auf Borkum errichtet. Zugleich diente er als Kirchturm der damaligen reformierten Kirche. (Das aktuelle Kirchengebäude der reformierten Gemeinde von 1896 wurde rund 100 Meter entfernt vom alten Leuchtturm mit einem eigenen Kirchturm errichtet.)
Schifffahrtstechnisch war das Bauwerk zunächst nur eine Landmarke. Das erste Leuchtfeuer auf Borkum war eine sogenannte Feuerbake oder Blüse, die man im Nordwesten der Insel anlegte. Dieses Leuchtfeuer war tatsächlich ein offenes Feuer, das mit Steinkohle betrieben wurde.
Erst 1817 wurde auf dem Turm ein Leuchtfeuer eingerichtet. Dazu wurde das Schieferdach durch eine verglaste Kuppel aus Eisenträgern ersetzt. Die Befeuerung bestand aus 27 Argandschen Lampen, mit einem Parabolspiegel versehene Öllampen. Dieses neue Seezeichen war etwa sechs Seemeilen (knapp elf Kilometer) weit sichtbar.
Im obersten Stockwerk des Turmes (unter der Laterne) wurde ein Aufenthaltsraum für die Leuchtturmwärter eingerichtet, der mit einem eisernen Torfofen beheizt werden konnte. Das Rauchrohr führte man durch die Holzdecke nach außen.
1857 wurde die Beleuchtungsanlage ausgetauscht. Statt der Argandlampen wurde ein Fresnelscher Leuchtapparat II. Ordnung eingebaut. Das neue System erhöhte die Sichtweite des Lichts auf rund 13 Seemeilen.
Im Februar 1879 entstand in der Holzdecke zwischen Wärterstube und Laterne ein Brand. Das Ofenrohr war im Laufe der Zeit durchgerostet und so konnten Funken das ausgetrocknete umgebende Holz entzünden. Im Wärterraum waren ca. 25 Liter Öl gelagert. Als das Feuer durch die Decke brach und sich dieses Öl entzündete, war der Turm nicht mehr zu retten. Schließlich stürzten brennende Trümmer bis ins Erdgeschoss. Dort waren in einer Grube weitere 2000 Liter Öl gelagert, die nun ebenfalls in Flammen aufgingen, sodass der Turm komplett ausbrannte.
Die Funktion als Leuchtturm erhielt das Bauwerk nicht wieder. Vielmehr wurde sofort damit begonnen den Neuen Leuchtturm am damals westlichen Ortsrand von Borkum zu errichten. Nach Fertigstellung des Neuen Leuchtturms wurde der alte Turm – ohne Laterne – wieder instand gesetzt und diente in der Folgezeit den unterschiedlichsten Zwecken, z. B. als Brieftaubenstation für Verbindungen mit dem vor Borkum liegenden Feuerschiff Borkumriff. Von 1895 bis 1921 nutzte die Deutsche Seewarte Hamburg den Turm als Wetterbeobachtungsstation. Während der beiden Weltkriege konfiszierte das deutsche Militär den Turm zu Verteidigungszwecken. Von 1945 bis 1948 diente er der Deutschen Gesellschaft zur Rettung Schiffbrüchiger als Seenotfunkstelle. Danach verfiel das Baudenkmal immer mehr, bis die Stadt Borkum den Turm 1980 von der Bundesvermögensverwaltung kaufte und es 1982 an den Heimatverein Borkum e. V. übergab. Der Verein kümmerte sich seitdem mit breiter Unterstützung der Borkumer Bevölkerung um die Sanierung und machte den Alten Leuchtturm wieder zugänglich.
Direkt neben dem Alten Leuchtturm liegen heute das Heimatmuseum Borkum und der ehemalige Friedhof, die zusammen ein historisches Ensemble bilden. Der Alte Leuchtturm Borkum ist heute als ältestes Gebäude Borkums ein Wahrzeichen der Insel und ein Kulturdenkmal nach dem Niedersächsischen Denkmalschutzgesetz. Der Turm gehört dem Heimatverein Borkum e. V., der ihn unterhält.
Der Turmaufstieg ist seit Januar 2014 aus brandschutzrechtlichen Gründen für die Öffentlichkeit gesperrt. Im Erdgeschoss wird seit 2014 die Ausstellung „Land der Entdeckungen“ gezeigt, die die Ergebnisse einer archäologische Ausgrabung im Bereich des alten Borkumer Friedhofs zeigt.